# أندرياس تيبور هورفاث
أندرياس تيبور هورفاث (بالمجرية: Horváth András Tibor)‏ هو سياسي مجري، ولد في 22 مارس 1964 في بودابست في المجر. حزبياً، نشط في الحزب الإشتراكي المجري. وقد انتخب عضو الجمعية الوطنية المجرية.